# Авангарда
Појам авангарде (фр. avant = „испред“, garde = „чувати“) означава најчешће малу групу интелектуалаца и уметника који се крећу кроз нове културне и политичке терене, предводећи друштвене слојеве. Појмом се најчешће означава уметност која је испред своје епохе, иновативна, експериментална, хетеродоксна. У многим случајевима појам авангарда кореспондира са појмом елита. Руска уметност с почетка 20. века која је ишла испред револуције назива се руском авангардном уметношћу.

## Опис и порекло термина
Овај термин потиче из француског војничког језика, а односио се на трупе које су ишле испред војске као претходница, док се данас највише користи у уметности. О самом почетку употребе термина авангарда постоје велике дилеме које нису решене до данас. По једнима, то име се почело употребљавати за сликаре који су организовали Салон одбачених 17. маја 1863. у Паризу као противизложбу службеном Париском салону (изложба академског сликарства). По другима, то је прва употребила Олинда Родригез (социјалист - утопист) у свом есеју Уметник, научник, индустријалац (L'artiste, le savant et l'industriel, 1825). У свом есеју Родригез позива уметнике да буду авангардна народа, јер је снага уметности најбржи начин за друштвене, политичке и економске реформе. Током времена, појам авангарда везао се више на ларпурлартистичке уметничке покрете, који су се фокусирали на естетичке проблеме, помичући границе уметничког искуства, а не на друштвене реформе.

## Теоретичари авангарде
Неколико аутора покушало је објаснити појам авангарде са врло ограниченим успехом. Једну од најкориснијих и најцењенијих анализа авангарде као културног феномена дао је италијански есејист Ренато Пођоли 1962. године у својој књизи „Теорија авангардне уметности“ (Teoria dell'arte d'avanguardia).
Истражујући историјске, друштвене, психолошке и филозофске аспекте авангарде, Пођоли је тражио иза појединих појава у уметности, поезији и музици и истакао да авангардисти деле неке заједничке идеале и вредности које се манифестују у неконформистичком животу који они прихватају и по чему би они били само поткатегорија боемштине.
Други аутори покушали су појаснити и проширити Пођолијеву теорију, попут немачког књижевног критичара Питера Бургера у делу „Теорија авангарде“ (1974).

## Авангарда и друштвена матица
Концепт авангарде односи се искључиво на маргиналне уметнике, писце, композиторе и мислиоце чија дела нису само противречна комерцијалним вредностима друштвене матице, него се често налазе на превратничком, друштвеном и политичком рубу друштва. Многи писци, критичари и теоретичари износили су тврдње о авангарди за њених преломних година код формирања модернизма. Најупечатљивији исказ о авангарди дао је њујоршки критичар уметности Клемент Гринберг у свом есеју „Авангарда и кич“ који је издао у журналу Partisan Review 1939. године.
Као што и сам наслов есеја сугерише, Гринберг јасно показује да авангардна култура није само противречна високој или култури матице друштва, већ је контрадикторна уметнички створеној масовној култури која је настала као последица индустријализације. Сваки производ масовне културе (медија) је директни продукт капитализма, медији су његове битне индустрије, а они су покретани фиксацијом идеје профита, попут других делова економије, за којег раде, а не идеалима праве уметности. Због тога су за Гринберга такве форме и дела - кич, фолирантска, лажна и механичка култура, која често претендује бити већа него што јесте, употребљавајући форме и структуру украдену из авангардне културе. На пример, током 1930-их индустрија оглашавања брзо је усвојила визуелне ефекте и манире надреалиста, али то није значило да су за оглашавање фотографи заиста постали надреалисти. Тако се појавио стил без своје супстанце. У том смислу Гринберг је наглашавао болну разлику између праве авангардне креативности и тржишно оријентисаних помодних промена и вештачких стилистичких иновација које се често користе за повлашћен статус тако произведених нових облика потрошачке културе.
Најоштрију критику авангарде насупрот култури матице друштва дао је њујоршки критичар Харолд Розенберг, касних 1960-их, у књизи „The Definition of Art: Action Art to Pop to Earthworks“ (Њујорк: Хоризон Прес, 1972) Настојећи да задржи баланс између истраживања Рената Пођолија и тврдњи Клемента Гринберга, Розенберг је сугерисао да је од средине 1960-их надаље прогресивна култура престала бити само оглашивачка и рекламерска. Од тог времена она је зачињена духом авангарде, са једне стране, и жељом за променом масовне културе, на другој страни. Ове две силе делују интерактивно једна на другу под различитим угловима. Тако је култура професија чији је један од аспеката глумити како је то већ застарело.

## Авангарда и марксизам
Авангарда у марксистичкој теорији има значајно место. По марксистичком - политичком схватању, авангарда (комунистичка партија) је онај део радничке класе који има највећу свест о потреби изградње новог социјалистичког друштва као прелазне међуфазе до потпуног бескласног комунистичког друштва. То значи да авангарда не би смела имати никаквих сопствених интереса. Теоретски, то значи да се авангарда мора отхрвати догматизму, јер једини критеријум успешности њеног рада је друштвена пракса.
У југословенском самоуправном систему је улога авангарде била управљање државом и целокупном привредом, тако да се радничка класа сама конституисала као држава, то јест као друштво непосредних произвођача. На тај начин је авангарда била теоријски идејно-политичка делегација радничке класе, а не њено представништво (репрезентација).

## Карактеристике авангарде
Почетком Првог светског рата јављају се и нове теме код уметника које изазивају осећања страха, изгубљености, разочараности и то се јако добро огледа у делима авангарде. Карактеристично је негирање традиције, тежња за експериментом, испитују се нови принципи писања, замишљају се нове технике, деперсонализација (књижевници не пишу о себи), дефабуларизација или деструкција романа (нема класичне фабуле, а ни романа), одбацују се сва правила спајањем различитих врста у једну. Циљ авангардних књижевника био је изазивање шока, тачније шокирање публике.

## Авангардни уметнички покрети
- Апстрактни експресионизам
- Сецесија
- Уметност акције
- Концептуална уметност
- Флуксус
- Конструктивизам
- Кубизам
- Сајберпанк
- Дадаизам
- Де Стијл
- Експресионизам
- Фовизам
- Футуризам
- Импресионизам
- Минимализам
- Неоизам
- Поп-арт
- Пост-рок
- Постминимализам
- Примитивизам
- Прогресивни рок
- Социјални реализам
- Супрематизам
- Надреализам
- Симболизам
- Зенитизам